# Babiana nana
Babiana nana är en irisväxtart som först beskrevs av Henry Charles Andrews, och fick sitt nu gällande namn av Spreng.. Babiana nana ingår i släktet Babiana och familjen irisväxter.

## Underarter
Arten delas in i följande underarter:
- B. n. maculata
- B. n. nana